# Tipula (Acutipula) hova
Tipula (Acutipula) hova is een tweevleugelige uit de familie langpootmuggen (Tipulidae). De soort komt voor in het Afrotropisch gebied.